# Verona Feldbusch
 (avril 2016).
Si vous disposez d'ouvrages ou d'articles de référence ou si vous connaissez des sites web de qualité traitant du thème abordé ici, merci de compléter l'article en donnant les références utiles à sa vérifiabilité et en les liant à la section « Notes et références ».
Verona Feldbusch, née le 30 avril 1968 à La Paz en Bolivie, aujourd'hui appelée Verona Pooth depuis son mariage avec l'entrepreneur Franjo Pooth, est une vedette de la télévision et de la publicité allemande et un mannequin qui a entre autres gagné les titres de Miss Germany, Miss Intercontinental et Miss American Dream. Aujourd'hui, elle travaille comme entrepreneur et soutient son conjoint qui a connu beaucoup de difficultés monétaires durant la crise financière en 2007 et 2008. Elle était récemment dans la presse allemande lors de son mariage avec Dieter Bohlen, qui se termina après seulement quatre semaines en 1996.